# گربه (فیلم ۲۰۱۱)
«گربه» (انگلیسی: The Cat (2011 film)) فیلمی در ژانر ترسناک است که در سال ۲۰۱۱ منتشر شد. از بازیگران آن می‌توان به پارک مین یونگ اشاره کرد.